# Константин Мацанов
Константин (Костадин, Кочо) Тодоров Мацанов е български общественик и просветен деец от Македония.

## Биография
Константин Мацанов е роден около 1882 година в град Велес, тогава в Османската империя, в семейството на търговеца Тодор Мацанов. В 1899 година завършва с четиринадесетия випуск Солунската българска мъжка гимназия. В 1905/1906 година преподава в Солунската българска мъжка гимназия. При разкритията на Мацановата афера от 1906 година в Солун, Константин Мацанов е арестуван, изтезаван, съден и изпратен на лечение в болница за душевно болни в Цариград. В спомените си Евтим Спространов се изказва крайно негативно за Константин Мацанов, като по негово предложение е изключен от ВМОРО. Според него вината на Мацанов в аферата е, че в него е намерено писмо до Екзархията, в което е клеветил колегите си и бившите съидейници.